# Glenea bangueyensis
Glenea bangueyensis är en skalbaggsart som beskrevs av Aurivillius 1920. Glenea bangueyensis ingår i släktet Glenea och familjen långhorningar. Inga underarter finns listade i Catalogue of Life.